# 名誉幹事
名誉幹事(めいよかんじ)とは主にスポーツ団体や学術団体、経済団体等における栄誉職或いは名誉称号の一つ。名誉役員の職名のひとつ。関連する職名として名誉幹事長、名誉総幹事、名誉代表幹事がある(本項で解説)。

## 名誉幹事長

### 学術団体における名誉幹事長
名誉幹事長とは、主に名誉職としての幹事長を意味する職名であり、意味としては後段の名誉代表幹事と近い。主な設置団体としては15年戦争と日本の医療医学研究会などがある。

## 名誉総幹事

### 中国研究機関における名誉総幹事
中国の国立研究機関では栄誉職として名誉総幹事を置く例がある。1989年刊行『中国行政・経済関係機関要覧』では、刊行年当時、中国の国務院経済技術社会発展研究中心の名誉総幹事に薛暮橋が就任していたことが記載されている。

## 名誉代表幹事

### 経済団体における名誉代表幹事
名誉代表幹事とは主に、経済同友会が定める名誉役員の職名である。長野県の信州経済同友会や、富山県の富山経済同友会、熊本県の熊本経済同友会などで置かれる例が見られる。名誉代表幹事は基本的に名誉職ではあるが、地域経済の発展に実質的に関与する人物も少なくない。一方で、経済同友会は企業経営者で構成する関係上、経済同友会の役職就任は実質的に企業経営との兼業状態となり、激務となりやすい。一例として、熊本経済同友会では代表幹事の職責が多忙を極め、本業である企業経営との兼務が困難なことから代表幹事と並び名誉代表幹事を選出するなど事実上、代表幹事2人体制で会の運営にあたる体制を取っている。

### 学術団体における名誉代表幹事
また、日本国内の科学者で構成する日本科学者会議にも名誉代表幹事の職が置かれており、過去には原水爆禁止日本協議会筆頭代表理事も務めた廣根徳太郎らが就任している。

## 名誉幹事

### 経済団体における名誉幹事
名誉幹事は経済団体では日本の経済同友会が代表幹事以下の役員を退いた人物が称する職名として定められている。一例として2004年2月10日、佐賀県経済同友会が、代表幹事 杉町誠二郎(佐電工会長)の名誉幹事への勇退と、副代表幹事の枝吉順佑(サガシキ印刷社長)を後継代表幹事、もう一人の代表幹事である指山弘養(佐賀銀行会長)を留任とした人事を発表している。

### スポーツの国際連盟における名誉幹事
世界水泳連盟（旧：国際水泳連盟）では役員の職位のひとつとして、名誉幹事を定めている。名誉職ではあるが水泳競技において一定の決定権を有している。例えば、日本の競泳選手である入江陵介が2009年5月10日出場した競泳の日豪対抗で、200メートル背泳ぎにおいてライアン・ロクテの有していた世界記録より1秒以上速いタイムを記録したものの、「水着に空気をためる効果を発揮する構造を作ってはいけない」という連盟の規定に触れたとの理由で審議対象となった。このとき、同連盟の名誉幹事のバルトロ・コンソロが公認するか否かの審議を行い、同月22日に結論を出すことを表明。結果として記録が公認されなかったことが当時、報道された。

### 研究機関・学術団体における名誉幹事
官民の学術団体の名誉職として名尾幹事を置く例もある。国立の研究機関では中国の国務院経済技術発展研究センターが当該称号を定めており、過去には中国首相周恩来研究の第一人者で、文化大革命時の政治や経済に詳しい経済学者の薛暮橋が就任していた。なお、同センターの機関名及び薛暮橋の経歴は本項の名誉総幹事の節も参照のこと。

### 戦前の日本赤十字社篤志看護婦人会における名誉幹事
戦前(太平洋戦争以前)、日本赤十字社の下で組織されていた篤志看護婦人会では侯爵鍋島直大夫人の鍋島榮子を会長とし、海軍大将・伯爵樺山資紀夫人の樺山登茂子、陸軍中将東條秀教夫人の東條千歳子、東京帝国大学総長で理学博士山川健次郎の姉 山川操子が名誉幹事として名を連ねていた。

### 文献資料
- 第27回日本医学会総会出展「戦争と医学」編『戦争と医学ー医学界の「15年戦争」荷担の実態と責任 パネル』(三恵社、2008年) ISBN 4883616002
- 日中経済協会編『中国行政・経済関係機関要覧』(日中経済協会、1989年)98頁

### 報道資料
- 『朝日新聞』1988年3月9日朝刊
- 『朝日新聞』1997年11月14日朝刊富山版
- 『朝日新聞』2008年4月25日朝刊熊本全県・2地方版
- 『毎日新聞』2004年2月12日地方版/佐賀
- 『毎日新聞』2004年5月15日地方版/長野
- 『読売新聞』1988年5月9日東京朝刊
- 『読売新聞』2009年6月20日東京夕刊

### インターネット資料
- 国会国立図書館ウェブサイト(デジタルコレクション)「婦人社交名簿. 大正7年3月調」